# Paracsikia
Paracsikia is een geslacht van kevers uit de familie  
kniptorren (Elateridae).
Het geslacht is voor het eerst wetenschappelijk beschreven in 1991 door Schimmel & Platia.

## Soorten
Het geslacht omvat de volgende soorten:
- Paracsikia brunnea Schimmel & Platia, 1991
- Paracsikia indica (Fleutiaux, 1916)
- Paracsikia minima (Schimmel & Platia, 1991)
- Paracsikia nigerrima Schimmel & Platia, 1991
- Paracsikia parvula Schimmel & Platia, 1991
- Paracsikia schmidti Schimmel, 1995
- Paracsikia sulphurea Schimmel, 2002